# Offene Gesellschaft (Österreich)
Die offene Gesellschaft (OG) ist eine Rechtsform in Österreich und ähnelt der deutschen offenen Handelsgesellschaft, ist aber anders als diese seit 1. Jänner 2007 nicht mehr auf den Betrieb eines Handelsgewerbes beschränkt. Die OG gehört zu den Personengesellschaften.

## Rechtsgrundlage
§§ 105 bis 160 Unternehmensgesetzbuch (UGB).

## Merkmale
Die offene Gesellschaft iSd § 105 UGB ist
- eine unter eigener Firma geführte Gesellschaft,
- bei der die Gesellschafter gesamthandschaftlich verbunden sind
- und bei keinem der Gesellschafter die Haftung gegenüber den Gesellschaftsgläubigern beschränkt ist.

Eine offene Gesellschaft muss gemäß § 19 UGB in ihre Firma als Rechtsformzusatz die Bezeichnung offene Gesellschaft oder OG aufnehmen. Die vor dem 1. Jänner 2007 noch als offene Handelsgesellschaften gegründeten Gesellschaften können gemäß § 907 Abs. 4 Z 2 UGB weiterhin den Rechtsformzusatz OHG verwenden. Soll eine offene Gesellschaft einen freien Beruf ausüben, kann an Stelle des Rechtsformzusatzes die Bezeichnung Partnerschaft treten (§ 19 Abs. 1 Z 4 UGB).

## Unternehmensgegenstand
Die OG kann zu jedem erlaubten unternehmerischen wie auch nicht-unternehmerischen Zweck gegründet werden, einschließlich zu freiberuflicher sowie land- und forstwirtschaftlicher Tätigkeit. Da eine OG auch einen nicht-unternehmerischen, ideellen Zweck verfolgen kann, kann von der Rechtsform nicht automatisch auf das Vorliegen der Unternehmereigenschaft geschlossen werden. Vielmehr hängt die Unternehmereigenschaft der OG von ihrer unternehmerischen Tätigkeit ab, daher können OGs nur Unternehmer gemäß § 1 UGB sein.

## Gründung und Gesellschafter
Die Gründung der OG wird in ihrer Wirkung im Innenverhältnis (d. h. gegenüber den anderen Gesellschaftern) und in der im Außenverhältnis (d. h. wenn die Gesellschaft nach außen hin auftritt) unterschieden.

### Errichtung im Innenverhältnis
Die Gründung erfolgt durch das Zustandekommen eines formfreien Gesellschaftsvertrags zwischen mindestens zwei Personen. Diese können zwei natürliche Personen sein, oder zwei juristische Personen, oder eine natürliche und eine juristische. Ist beispielsweise eine GmbH Mitgesellschafter, dann trägt die Gesellschaft die Bezeichnung GmbH & Co. OG.

### Entstehung im Außenverhältnis
Die Eintragung der OG ins Firmenbuch ist in jedem Fall vorgeschrieben. Die OG kommt rechtswirksam erst durch die Eintragung zustande: Die Eintragung ins Firmenbuch hat konstitutive Wirkung. Zwischen dem Abschluss des Gesellschaftsvertrags und der Eintragung ins Firmenbuch befindet sich die OG im Stadium der Vorgesellschaft.
Zwei oder mehr Gesellschafter sind „gesamthandschaftlich verbunden“, d. h.: sie haften unbeschränkt (auch mit ihrem Privatvermögen) und solidarisch (die Gläubiger können jeden beliebigen Gesellschafter für den Gesamtbetrag der Verbindlichkeiten haftbar machen). Alle Gesellschafter sind zur Mitarbeit verpflichtet und berechtigt.

## Geschichte
Im Zuge der am 1. Jänner 2007 in Kraft getretenen Handelsrechtsreform wurden die Rechtsformen der offenen Handelsgesellschaft (OHG), die nur zum Betrieb eines Handelsgewerbes gegründet werden konnte, und der offenen Erwerbsgesellschaft (OEG), die nur zu anderen Zwecken gegründet werden konnte, zur Rechtsform der offenen Gesellschaft (OG) zusammengefasst.

## Vorteile der OG
- volle Kontrollmöglichkeit aller Unternehmer
- Arbeitsteilung möglich (eine vereinbarte Arbeitsteilung gilt nur zwischen Gesellschaftern im Innenverhältnis, nicht gegenüber Dritten)
- erweiterte Finanzierungsmöglichkeiten gegenüber der Einzelunternehmung

## Nachteile der OG
- enge Bindung der Unternehmer an die Gesellschaft
- unbeschränkte, solidarische, direkte Haftung. Diese gilt sogar 5 Jahre nach dem Ausscheiden für alle Schulden, die beim Ausscheiden bestanden und eine Restlaufzeit von höchstens fünf Jahren hatten (gemäß § 160 Absatz 1 Satz 1 UGB).

## Wettbewerbsverbot
Kein Gesellschafter darf ohne Zustimmung aller anderen Gesellschafter im gleichen Geschäftszweig tätig werden. Er darf auch nicht ohne Zustimmung als unbeschränkt haftender Gesellschafter an einer Gesellschaft beteiligt sein, die im selben Geschäftszweig tätig ist.